# NGC 3963
NGC 3963 је спирална галаксија у сазвежђу Велики медвед која се налази на NGC листи објеката дубоког неба.
Деклинација објекта је + 58° 29' 36" а ректасцензија 11h 54m 58,8s. Привидна величина (магнитуда) објекта NGC 3963 износи 11,7 а фотографска магнитуда 12,5. NGC 3963 је још познат и под ознакама UGC 6884, MCG 10-17-100, CGCG 292-44, IRAS 11523+5846, PGC 37386.